# Bovegno
Bovegno is een gemeente in de Italiaanse provincie Brescia (regio Lombardije) en telt 2368 inwoners (31-12-2004). De oppervlakte bedraagt 47,5 km², de bevolkingsdichtheid is 49 inwoners per km².
De volgende frazioni maken deel uit van de gemeente: Graticelle, Ludizzo, Magno, Zigole, Savenone, Predondo, Castello, Piano.

## Demografie
Bovegno telt ongeveer 1057 huishoudens. Het aantal inwoners steeg in de periode 1991-2001 met 1,4% volgens cijfers uit de tienjaarlijkse volkstellingen van ISTAT.
| Jaar | Inwoneraantal |
| ---- | ------------- |
| 1991 | 2288          |
| 2001 | 2321          |

## Geografie
De gemeente ligt op ongeveer 680 m boven zeeniveau.
Bovegno grenst aan de volgende gemeenten: Artogne, Berzo Inferiore, Bienno, Collio, Esine, Gianico, Irma, Marmentino, Pezzaze.